# 79e cérémonie des Rubans d'argent
La 79e cérémonie des Rubans d'argent, organisée par le syndicat national des journalistes cinématographiques italiens, se déroule le 27 juin 2024.
Le film Moi, capitaine (Io capitano) de Matteo Garrone remporte sept récompenses dont celles du meilleur film et du meilleur réalisateur,.

## Palmarès

### Meilleur film
- Moi, capitaine (Io capitano) de Matteo Garrone
  - Comandante de Edoardo De Angelis
  - La Chimère (La chimera) de Alice Rohrwacher
  - Les Damnés (I dannati) de Roberto Minervini
  - Confidenza de Daniele Luchetti

### Meilleur réalisateur
- Matteo Garrone pour Moi, capitaine (Io capitano)
  - Pietro Castellitto pour Enea
  - Luca Guadagnino pour Challengers
  - Alice Rohrwacher pour La Chimère (La chimera)
  - Stefano Sollima pour Adagio

### Meilleur nouveau réalisateur
- Michele Riondino pour Palazzina Laf

### Meilleure comédie
- Un mondo a parte (it) de Riccardo Milani

### Meilleur sujet
- Piero Messina pour Another End
- Riccardo De Torrebruna et Francesco Frangipane pour Il punto di rugiada

### Meilleur scénario
- Maurizio Braucci et Michele Riondino pour Palazzina Laf

### Meilleure actrice
- Micaela Ramazzotti pour Felicità

### Meilleur acteur
- Michele Riondino pour Palazzina Laf

### Meilleure actrice dans un second rôle
- Isabella Rossellini pour La Chimère (La chimera)

### Meilleur acteur dans un second rôle
- Elio Germano pour Palazzina Laf

### Meilleure actrice dans une comédie
- Pilar Fogliati pour Romeo è Giulietta

### Meilleur acteur dans une comédie
- Maurizio Lombardi (it) pour Romeo è Giulietta

### Meilleure photographie
- Paolo Carnera pour Moi, capitaine (Io capitano) et Adagio

### Meilleure scénographie
- Laura Pozzaglio pour Finalmente l'alba

### Meilleurs costumes
- Antonella Cannarozzi pour Finalmente l'alba

### Meilleur montage
- Marco Spoletini pour Moi, capitaine (Io capitano)

### Meilleur son
- Maricetta Lombardo pour Moi, capitaine (Io capitano)

### Meilleur directeur de casting
- Francesco Vedovati pour Moi, capitaine (Io capitano) et Enea

### Meilleure musique
- Margherita Vicario et Dade pour Gloria!
  - Niccolò Contessa pour Enea
  - Andrea Farri pour Moi, capitaine (Io capitano)
  - Pivio et Aldo De Scalzi pour Diabolik, chi sei?
  - Subsonica pour Adagio